# Station Pierrelaye
Station Pierrelaye is een spoorwegstation aan de spoorlijn Saint-Denis - Dieppe. Het ligt in de Franse gemeente Pierrelaye in het departement Val-d'Oise (Île-de-France).

## Geschiedenis
Het station opende in 1881.

## Ligging
Het station ligt op kilometerpunt 23,810 van de spoorlijn Saint-Denis - Dieppe.

## Diensten
Het station wordt aangedaan door verschillende treinen van Transilien:
- Treinen van de RER C tussen Pontoise en Massy-Palaiseau
- Treinen van Transilien lijn H tussen Pontoise en Paris-Nord

## Vorige en volgende stations
| Richting    | Vorig station              | Lijn    | Volgend station      | Richting           |
| ----------- | -------------------------- | ------- | -------------------- | ------------------ |
| Pontoise C1 | Saint-Ouen-l'Aumône-Liesse | RER C   | Montigny - Beauchamp | Massy-Palaiseau C2 |
| Pontoise    | Saint-Ouen-l'Aumône-Liesse | Trans H | Montigny - Beauchamp | Paris-Nord         |